# Dan I. (Walachei)
Dan I. (* 1354; † 23. September 1386 in Bulgarien) war von 1383 bis 1386 Woiwode der Walachei. Er war der Sohn von Radu I. und der Halbbruder von Mircea I.

## Geschichte
Seine Regierungszeit war geprägt von Versuchen, die interne Macht zu stärken und die Ansprüche der ungarischen Krone zu beseitigen und durch verschiedene Interventionen in die internen Kämpfe sowohl der Bulgaren und Serben in den südlichen Donauraum zu expandieren. Die Beziehungen zu Ungarn waren während Dans Herrschaft angespannt. In einer späteren Urkunde des luxemburgischen Königs Sigismund aus dem Jahr 1390 wird erwähnt, dass „das Königtum Dan mit einem starken Heer die Ländereien unserer Burg Mihald (Mehadia) überfiel“. Der Ausgang der Kämpfe ist unbekannt. Dan I. ließ 1385 den Bau von Kloster Tismana abschließen.
Die Umstände seines Todes sind unklar. Laonikos Chalkokondyles behauptet, er sei von seinem Stiefbruder Mircea I. in Absprache mit einer Bojarenpartei ermordet worden. In der Anonymen Bulgarischen Chronik heißt es jedoch, Dan I. sei während eines Feldzugs zwischen 1384 und 1386 gegen Iwan Schischman ermordet worden. Die Nachfolger von Dan I. waren Mitglieder des Hauses Dăneşti, die in den folgenden Jahrhunderten Anspruch auf das Fürstentum der Walachei erhoben.